# Sportsmanden
Le Sportsmanden est un journal sportif hebdomadaire norvégien.

## Histoire
Il est fondé en 1913 par Magnus Brænden et absorbe en 1933 son concurrent le Idrætsliv. Il cesse de paraître en 1965. De 1914 à 1919, le journal est édité par Nanna With, une féministe. Les autres éditeurs incluent Magnus Brænden et Charles Hoff.